# Yelizaveta Gorst
Yelizaveta Gorst –en ruso, Елизавета Горст– (19 de junio de 1981) es una deportista rusa que compitió en esgrima, especialista en la modalidad de sable.
Ganó una medalla de oro en el Campeonato Mundial de Esgrima de 2001 y dos medallas de oro en el Campeonato Europeo de Esgrima, en los años 2000 y 2002.

## Palmarés internacional
| Campeonato Mundial | Campeonato Mundial | Campeonato Mundial | Campeonato Mundial |
| Año                | Lugar              | Medalla            | Prueba             |
| ------------------ | ------------------ | ------------------ | ------------------ |
| 2001               | Nimes (Francia)    | Medalla de oro     | Sable por equipos  |
| Campeonato Europeo |                    |                    |                    |
| Año                | Lugar              | Medalla            | Prueba             |
| 2000               | Funchal (Portugal) | Medalla de oro     | Sable por equipos  |
| 2002               | Moscú (Rusia)      | Medalla de oro     | Sable por equipos  |